# Intermediate Experimental Vehicle
Das Intermediate Experimental Vehicle (eigene Schreibweise Intermediate eXperimental Vehicle, auch kurz IXV genannt) ist ein unbemanntes und automatisches Raumfahrzeug der ESA zur Erforschung der Wiedereintrittsphasen in die Erdatmosphäre sowie eine Testplattform für dafür benötigte Techniken, welche auch in künftigen wiederverwendbaren Raumfähren verwendet werden können. Das IXV ist Teil des ESA-Programmes Future Launchers Preparatory Programme (kurz FLPP) und dient zur Entwicklung neuer Startsysteme (englisch Next Generation Launcher, kurz NGL).

## Ziele

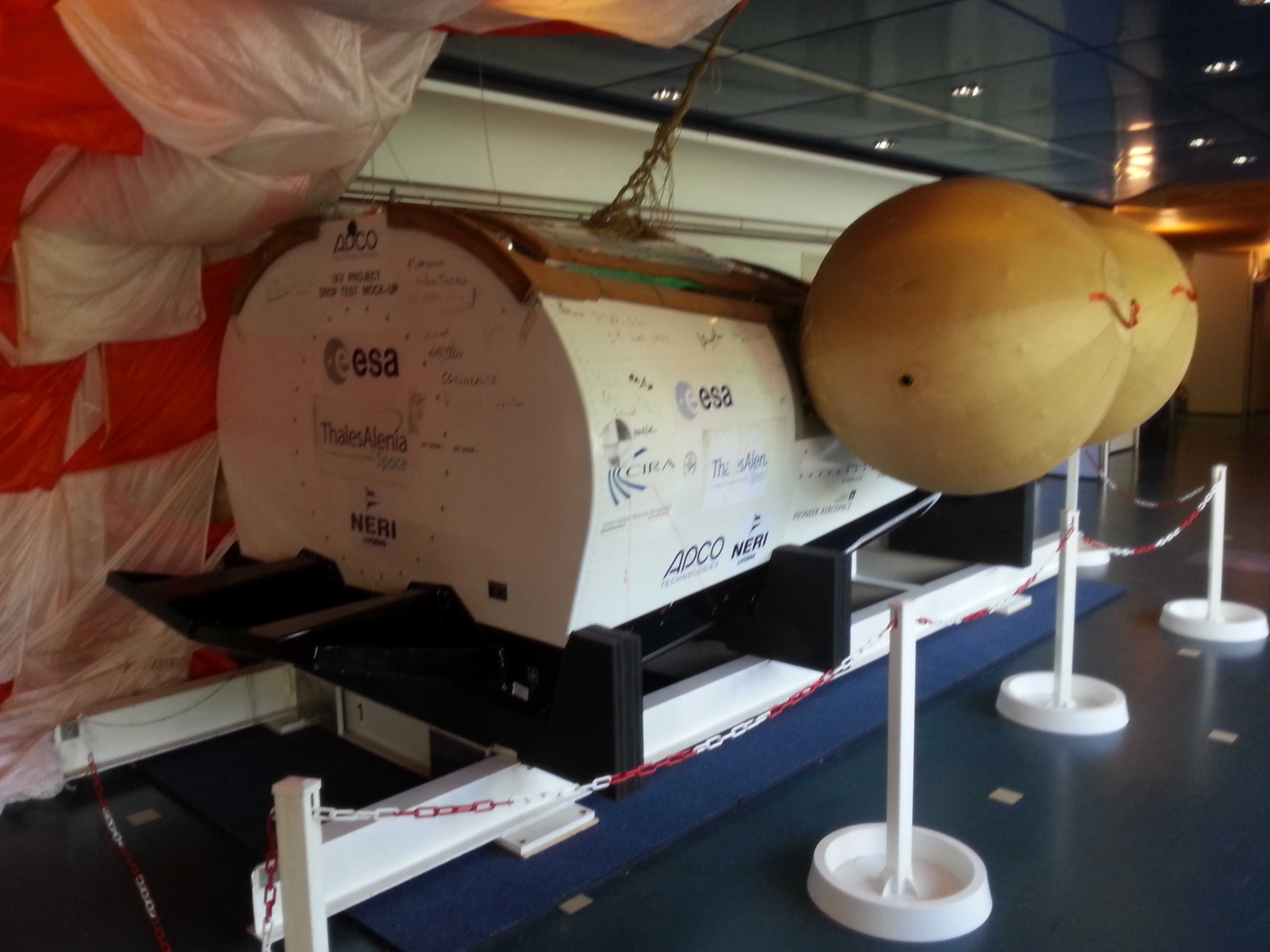
Das Modell des IXV für den Fallschirmabwurftest

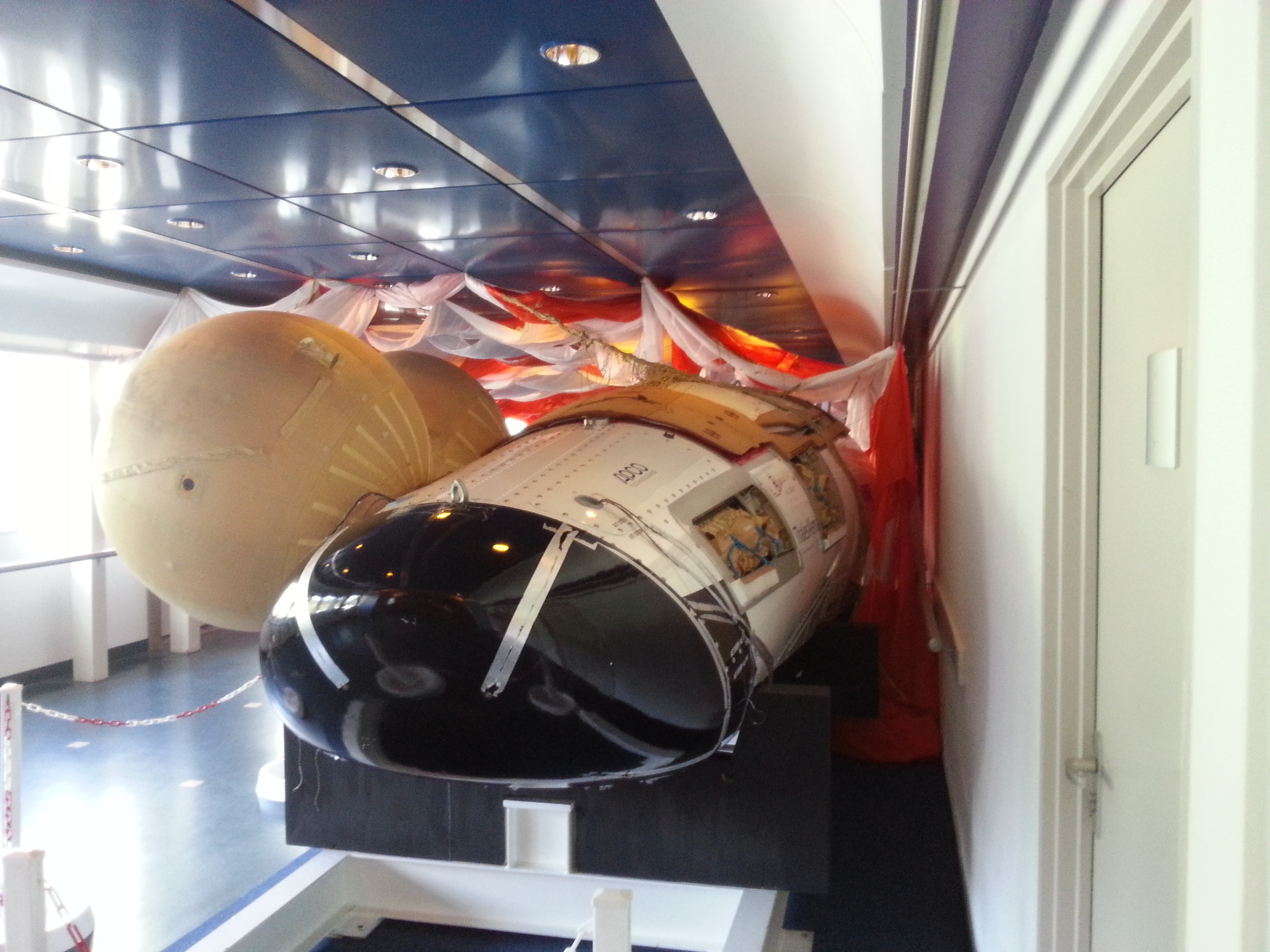
Frontansicht des Modells des IXV

Die Ziele des Projektes sind die Konzeption, Entwicklung, Herstellung und Überprüfung eines eigenständigen europäischen, aerodynamisch gesteuerten Wiedereintrittssystems – sowohl am Boden als auch im Flug –, wobei in erster Linie die Techniken für einen Hitzeschild erforscht werden sollen. Des Weiteren soll dieses System eine kostengünstige Alternative zu den bisherigen Shuttles der NASA sein. Da die Experimente unbemannt stattfinden, werden die Risiken bei einem eventuellen gefährlichen Zwischenfall so minimiert, dass keine Menschenleben gefährdet sind. Eine frühe Planung sah eine vollständige Erdumkreisung und eine Landung mit Airbags auf der North European Aerospace Test Range bei Kiruna in Schweden vor, dies wurde jedoch später verworfen.
Hauptauftragnehmer ist das französisch-italienische Raumfahrtunternehmen Thales Alenia Space.
Ein Vorgängerprojekt war die Raumkapsel ARD, welche am 21. Oktober 1998 erfolgreich gestartet wurde.

## Missionsverlauf
Am 19. Juni 2013 wurde mit einem Erprobungsträger in Originalgröße ein erfolgreicher Fallschirmabwurftest mit anschließender Wasserung im Mittelmeer durchgeführt.
Im Juni 2014 kam das IXV am ESTEC Technical Centre in Noordwijk an, wo es einem rigorosen Testprogramm unterzogen wurde, um die Tauglichkeit für einen Flug mit einer Vega Rakete unter Beweis zu stellen. Der ursprünglich für den November 2014 geplante Start wurde jedoch aufgrund der unüblichen Flugbahn von Vega und den dazu noch nicht vorliegenden Daten verschoben.
Am 11. Februar 2015 brachte die europäische Trägerrakete Vega das etwa 2 Tonnen schwere und als Tragrumpf konzipierte IXV in eine suborbitale Bahn mit einer Gipfelhöhe von 412 km. Damit wurde der Wiedereintritt aus einer niedrigen Umlaufbahn (LEO) bei etwa 27.000 km/h simuliert. Der Flugkörper landete nach dem Wiedereintritt über dem Pazifik an Fallschirmen sicher westlich der Galapagosinseln und wurde für vertiefende Untersuchungen am ESTEC geborgen.